# (638) Moira
(638) Moira is een planetoïde in de planetoïdengordel. De planetoïde is ontdekt op 5 mei 1907 door de Amerikaanse astronoom Joel H. Metcalf in Taunton. Een alternatieve naam voor de planetoïde is 1907 ZQ.
(638) Moira werd vernoemd naar het Griekse begrip Moira, wat lotsbestemming betekent.